# Compagnie du chemin de fer d'intérêt local du Nizan à Saint Symphorien
La Compagnie du chemin de fer d’intérêt local de Nizan à St Symphorien est créée en 1873 pour construire une ligne de chemin de fer à voie normale desservant le sud du département de la Gironde. 
Cette compagnie se substitue à MM. Émile Faugère et Pierre Bernard qui ont obtenu la concession d'un chemin de fer entre Le Nizan et Saint-Symphorien, par décret impérial, le 27 avril 1870.
En 1886 après avoir été prolongé vers Sore et Luxey, le chemin de fer est intégré au réseau de la Gironde de la Société générale des chemins de fer économiques et la compagnie disparait.

## Histoire

### Création
Suivant la convention du 15 décembre 1869, le chemin de fer d'intérêt local du Nizan à Saint-Symphorien, par Uzeste et Villandraut, est concédé à messieurs Faugère et Bernard et déclaré d'utilité publique par un décret impérial du 27 avril 1870 cette déclaration est notifiée aux concessionnaires le 23 mai 1870. Constitué en société en nom collectif, les concessionnaires demande l'agrément du département pour la transformer en société anonyme. Lors de sa séance du 19 avril 1872, le département accepte en y mettant des conditions et proroge la date d'achèvement des travaux de la ligne au 31 décembre de cette même année.

### Première section ouverte: Nizan - Saint-Symphorien
La ligne est ouverte à l'exploitation le 2 janvier 1873. Longue de 17,505 km, elle est à voie unique avec un écartement standard (1,435 m). Elle débute à la gare du Nizan, où elle se détache vers la droite de la ligne de Langon à Bazas de la Compagnie des chemins de fer du Midi, elle dispose de deux stations intermédiaires à Uzeste et Villandraut et deux haltes avant d'arriver à son terminus provisoire de Saint Symphorien.
L'exploitation débute avec deux machines tenders à six roues couplées et une voiture voyageurs à banquettes longitudinales avec des compartiments pour toutes les classes. Ce matériel roulant est complété par deux fourgons à bagages, deux wagons fermés et quatre plateformes à traverses pivotante pour le transport des pièces de charpente. La Compagnie du Midi complète le matériel roulant pour les marchandises suivant les besoins.

## La Ligne
- Le Nizan - Villandraut - Saint-Symphorien, (ouverture janvier 1873,
- Saint-Symphorien - Sore, (13,4 km), ouverture novembre 1876,
- Sore - Luxey, (8,7 km), ouverture septembre 1886,

Le centre du réseau est situé à Saint-Symphorien où se trouvent le dépôt et les ateliers.

## Gares de jonction
- Gare du Nizan, avec la Compagnie des chemins de fer du Midi
- Gare de Saint Symphorien, avec la Société générale des chemins de fer économiques
- Gare de Luxey, avec le chemin de fer de Luxey à Mont de Marsan

## Matériel roulant
- Locomotives à vapeur

N°1 type 030t, livrée par Graffenstaden en 1872, n°698,
N°2 type 030t, livrée par Graffenstaden en 1872, n°699,
N°3 type 030t, livrée par la SACM à Graffenstaden en 1878, n°2801,
N°4 type 030t, livrée par la SACM à Graffenstaden en 1882, n°3366,